# Francisco J. Doblas Reyes
Francisco J. Doblas Reyes (Madrid, 1968) és un investigador espanyol especialitzat en clima i canvi climàtic.
L'any 1992 va començar a treballar la variabilitat climàtica a la Universitat Complutense de Madrid, universitat en la qual va fer el doctorat. Com a postdoctorand, va treballar a Météofrance, a l'Institut Nacional de Tècnica Aeroespacial de Madrid i, durant deu anys, a l'European Centre for Medium-Range Weather Forecasts al Regne Unit. Des de 2010 fins a 2015 va ser cap d’equip de l'Institut Català de Ciències del Clima i des de 2014 dirigeix el Departament de Ciències de la Terra del Barcelona Supercomputing Center. Aquest departament compta amb enginyers, físics, matemàtics i científics socials que treballen en supercomputació i anàlisi de dades per oferir la millor informació i serveis sobre la qualitat del clima i l'aire. És autor de més de 200 articles, autor principal del cinquè i sisè Informe d'Avaluació de l'IPCC, membre de diversos comitès científics internacionals i supervisor d'uns 25 estudiants de doctorat. És membre de la Reial Acadèmia de Ciències i Arts de Barcelona.